# Fric
Fric je moško osebno ime.

## Izvor imena
Ime Fric je različica imena Friderik.

## Pogostost imena
Po podatkih Statističnega urada Republike Slovenije je bilo na dan 31. decembra 2007 v Sloveniji število moških oseb z imenom Fric: 16.

## Osebni praznik
Osebe z imenom Fric lahko godujejejo takrat kot Frideriki.